# Донецький клан

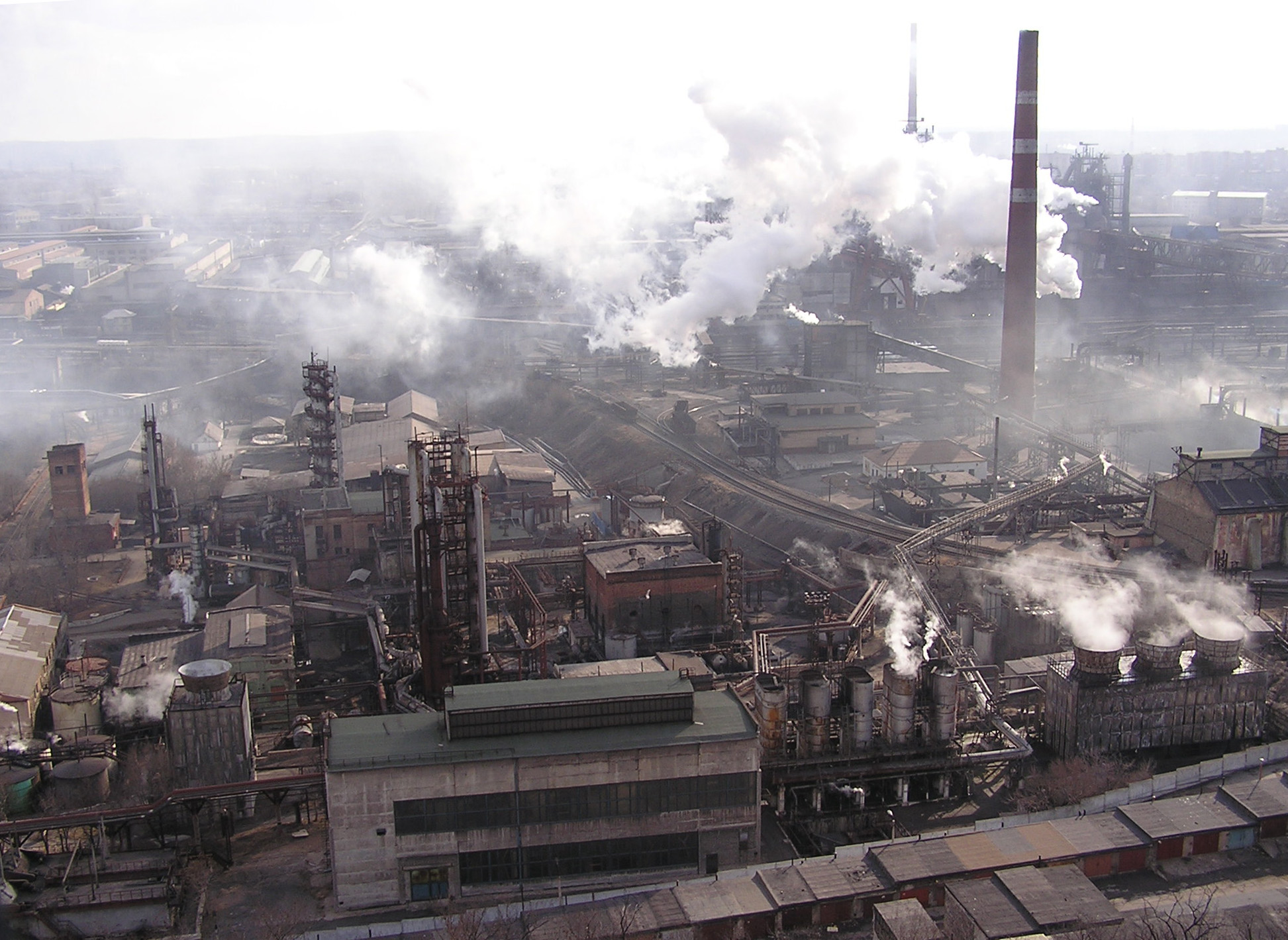
Донецький металургійний завод, заснований Джоном Юзом 1872 року

«Доне́цький клан» — кримінальна фінансово-політична група, що посідає одне з ключових місць в українській політиці та економіці кінця XX — початку XXI ст. Започаткована на ґрунті колишньої партноменклатури та червоних директорів.

## Історія
У 1992 році Ахать Брагін на прізвисько «Алік Грек» стає генеральним директором фірми «Люкс». Разом з ним працюють його спільники та друзі — Рінат Ахметов і Борис Колесніков.
У 1993  році, колишній директор шахти ім. О. Ф. Засядька виробничого об'єднання «Донецьквугілля», Юхим Звягільський призначений першим заступником Прем'єр-міністра Леоніда Кучми, а згодом — в.о. Прем'єр-міністра. З нього починається історія присутності вихідців з Донбасу в органах центральної влади та «темний» лобізм інтересів Донецького клану, як кримінальної фінансово-промислово групи.
Починаючи із 1993 року почались збройні сутички та вбивства між різними бандами та кримінальними формуваннями Донецька. Найбільш жорстоке протистояння було між бандою А. Брагіна та молодою бандою Є. Кушніра і А. Рябіна. Приводом для початку війни між бандами стало вбивство одного з авторитетів Донецька на прізвисько «Чірік», який мав дружбу з Є. Кушніром. В помсту був розстріляний інший злочинний авторитет на прізвисько «Барабан», який дружив з гендиректором фірми «Люкс» Ахатем Брагіним (Аліком Греком). Переживши три замахи на життя, 15 жовтня 1995 року було здійснено вбивство-теракт кримінального авторитета і президента футбольного клубу «Шахтар» Ахатя Брагіна.
3 листопада 1996 року було здійснено жорстоке вбивство Євгена Щербаня разом з його дружиною в режимній зоні летовища аеропорту «Донецьк» міста Донецька близько 12 години дня після посадки приватного літака Як-40, на якому убитий повернувся з ювілею Йосипа Кобзона. Крім бізнесмена та його дружини, загинули бортмеханік, авіатехнік та інспектор аеродромної митниці. Як встановило слідство, вбивство скоїв громадянин Росії Вадим Болотських (прізвисько «Москвич») двома пострілами впритул, решта людей загинули внаслідок хаотичної стрілянини з автомата його напарника Геннадія Зангеліді. Убивство та його розслідування мало гучний політичний резонанс, результати слідства по убивству намагались використати різні політичні сили України у політичній боротьбі. В різний час розглядались версії щодо зацікавленості у можливій причетності до вбивства Віктора Януковича, Ріната Ахметова, Павла Лазаренка, Юлії Тимошенко та інших.
У 1997 році була створена Партія регіонів, яка була політичним захисником та опорним лобі інтересів Донецького клану.
1998 — вбивство Вадима Гетьмана
2007 — вбивство Євгена Кушнарьова
2010-2012 — отримання повноти влади в Україні
2013-2014 — зачистка учасників Євромайдану
2014 — проросійські виступи в Україні 2014
2014 — війна на сході України
2014 — створення і проходження в Верховну раду Політичної партії «Опозиційний блок» із залишків Партії регіонів.

## Класифікація
Розподіляється на дві підгрупи:
1. «Старі донецькі» — до яких відносять Юхима Звягільського, Володимира Рибака, Миколу Азарова, Віктора Януковича, Володимира Бойка та ін. — це переважно колишні так звані «червоні директори», вихованці радянської школи.
2. «Нові донецькі» — група Ріната Ахметова та Бориса Колеснікова, що посіла панівне становище в Донбасі з середини 90-х років XX століття.

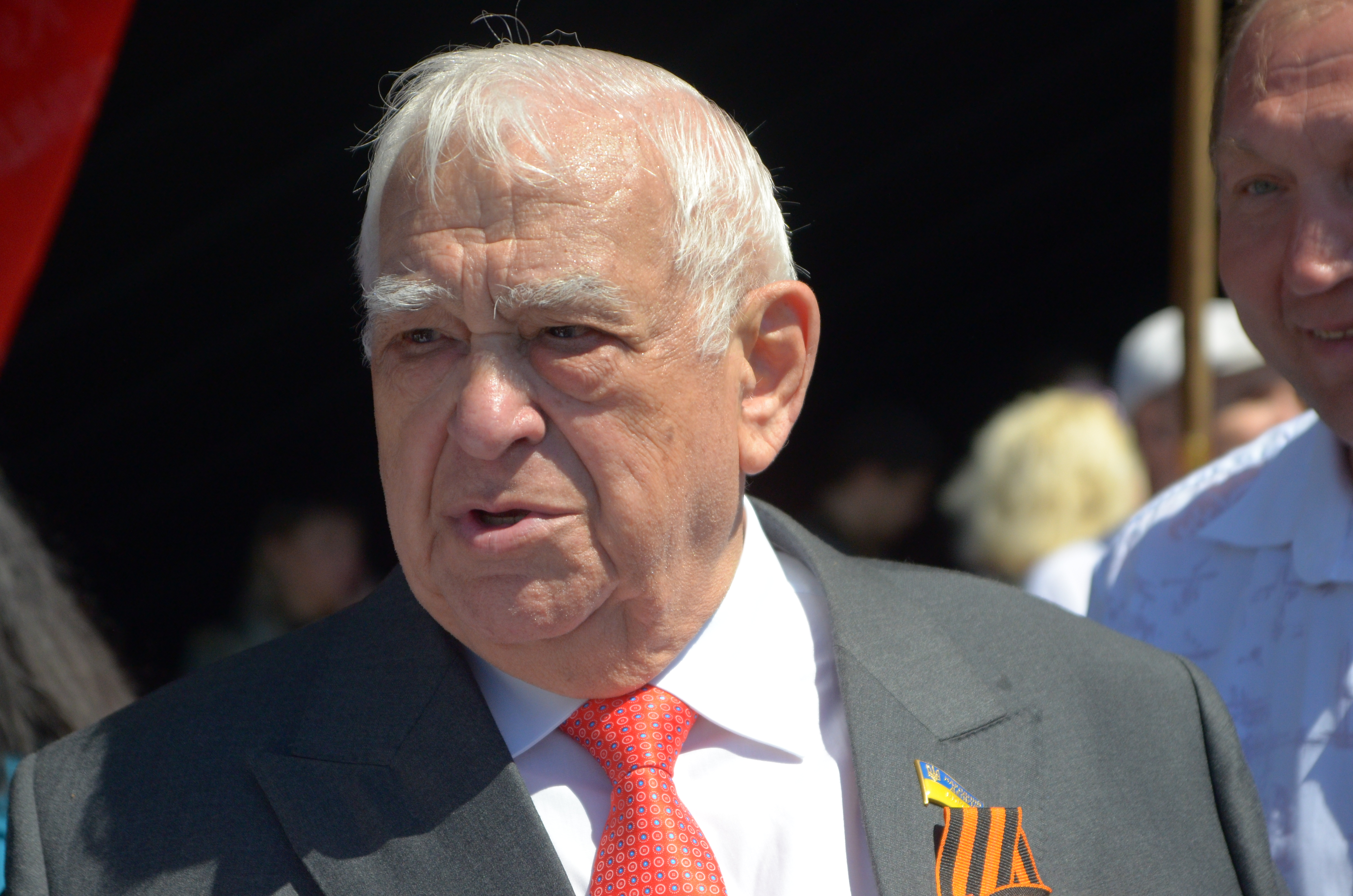
Юхим Звягільський
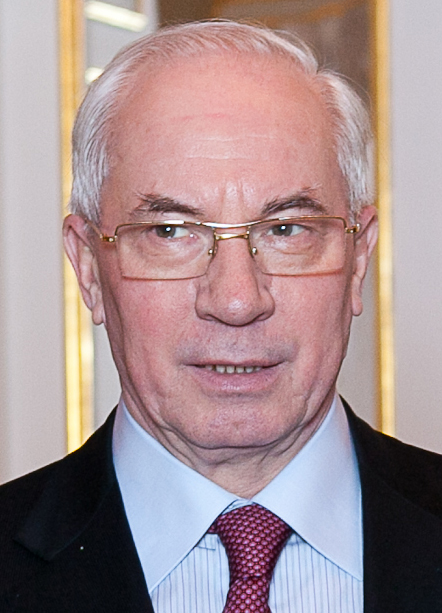
Микола Азаров
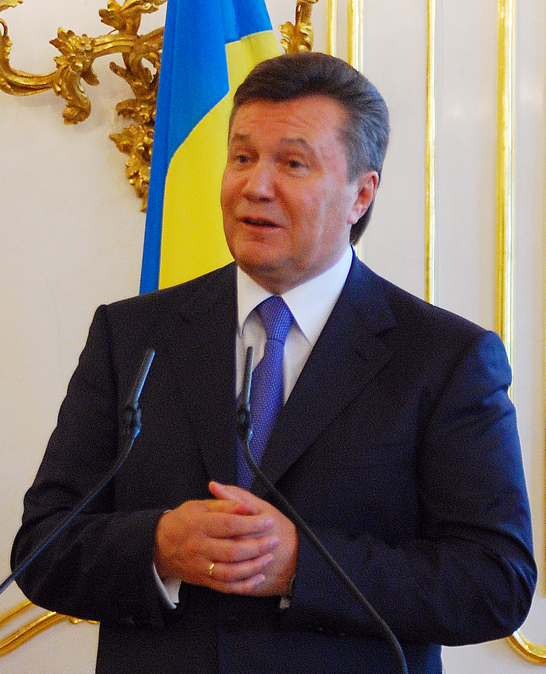
Віктор Янукович
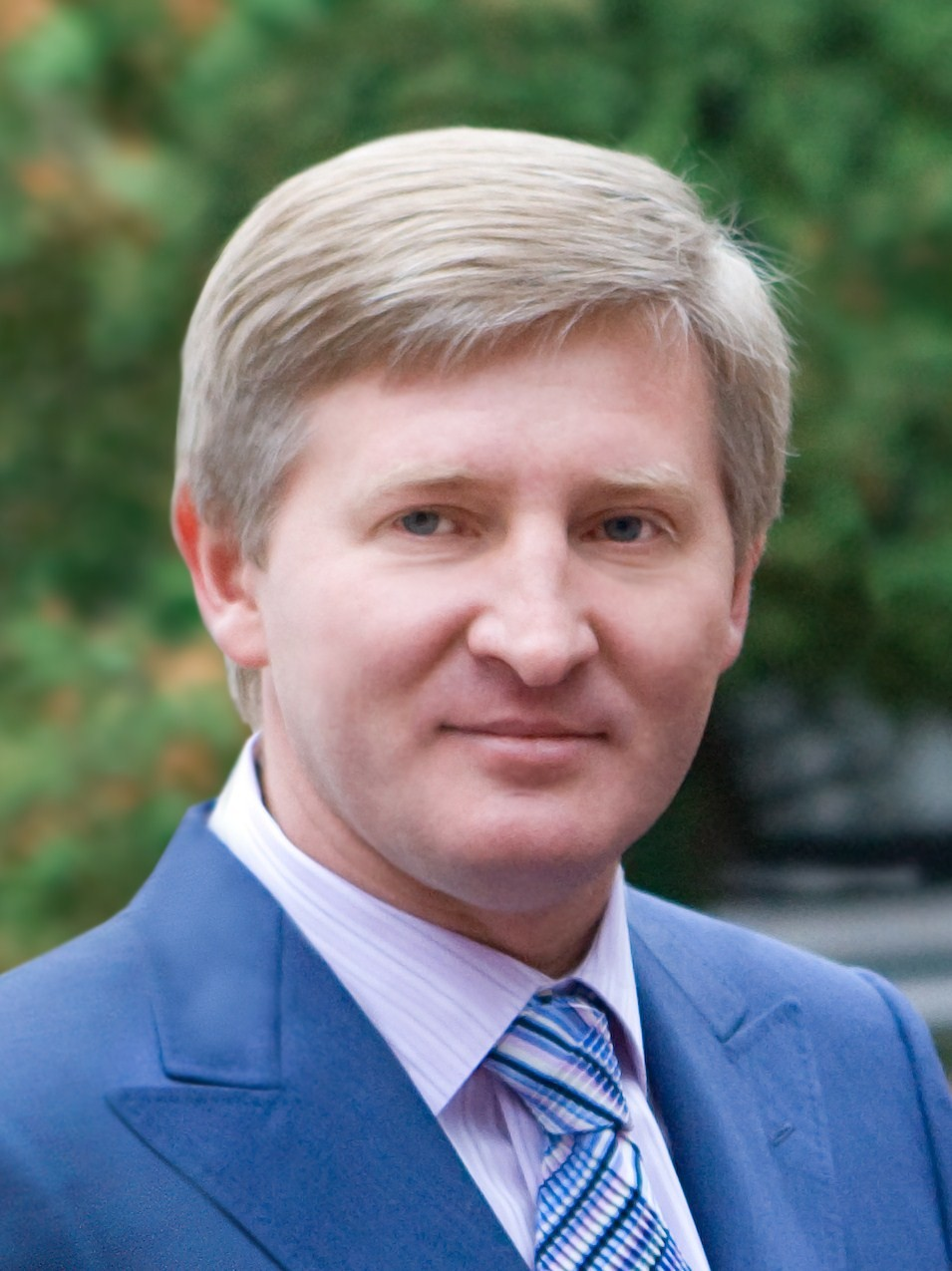
Рінат Ахметов
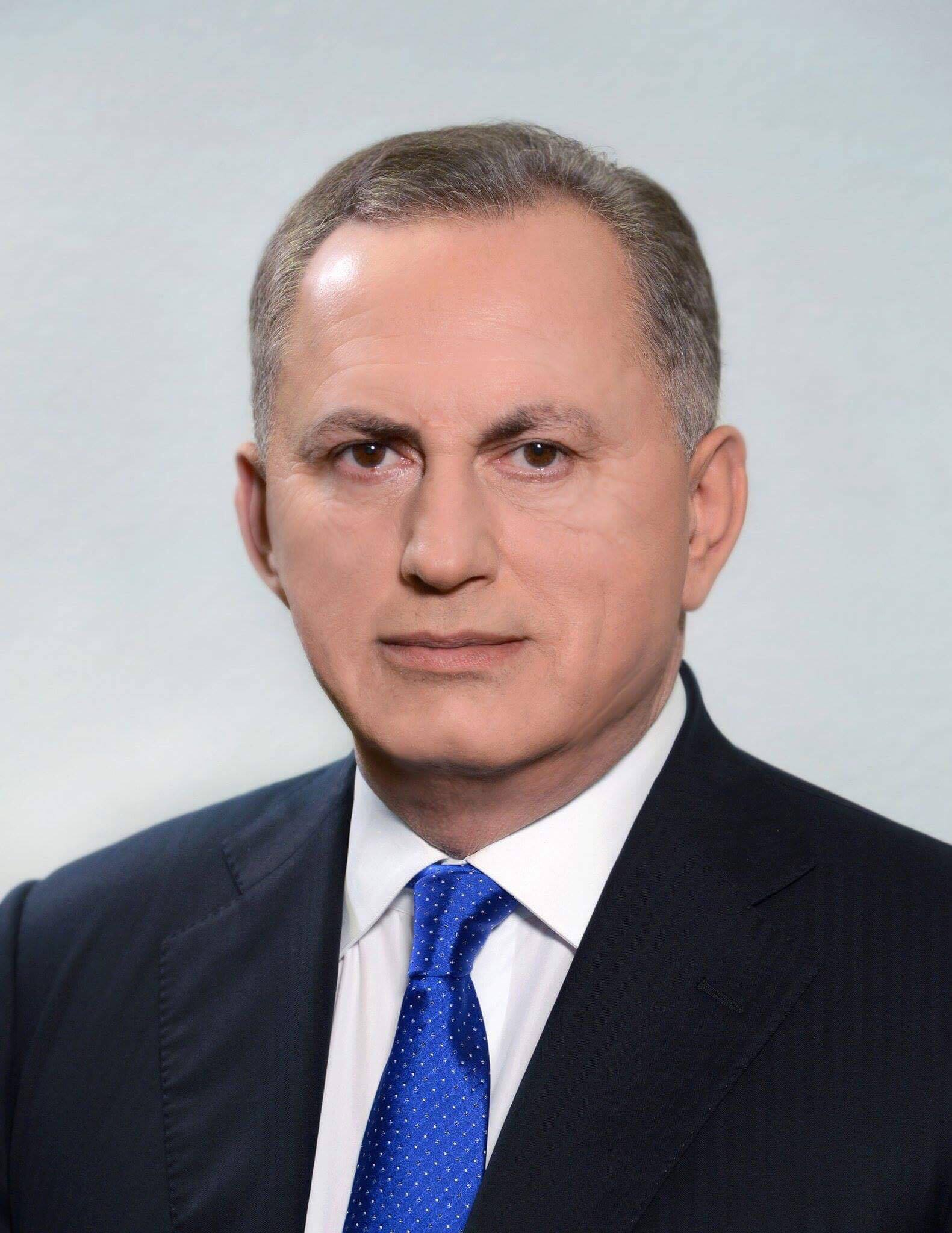
Борис Колесніков

## Вплив
На поточний час донецький клан чотири рази ставав керівним в Україні — в 1993—1994 (при в.о. прем'єра Звягільському), в 2003—2004, з літа 2006 до кінця 2007 (при прем'єрові Януковичу) та з березня 2010 (президент Янукович, прем'єр Азаров) до лютого 2014 року.

## Мета
Політичними цілями групи є проголошення російської мови другою державною в Україні, федералізація України[джерело?], союзні відносини з Росією.

## Відгуки в пресі
- квітень 2012 року: «Версія про міжкланову боротьбу донецьких і дніпропетровських у минулому. Після вбивства Аксельрода дніпропетровського клану немає. Це було символічне вбивство. Сьогодні донецький клан контролює практично все — від Харкова до Львова.»[7]
- травень 2013 року: «Президент України з його так званим „донецьким кланом“ є своєрідними „економічними націоналістами“, яких цікавлять лише „влада і гроші“ і вони не бажають віддавати частину суверенітету чи ЄС, чи Росії»[8]